# Ștefan Birtalan
Ștefan Birtalan, né le 25 septembre 1948 à Jibou et mort le 27 mai 2024 à Bucarest, est un joueur puis entraîneur roumain de handball.

## Carrière

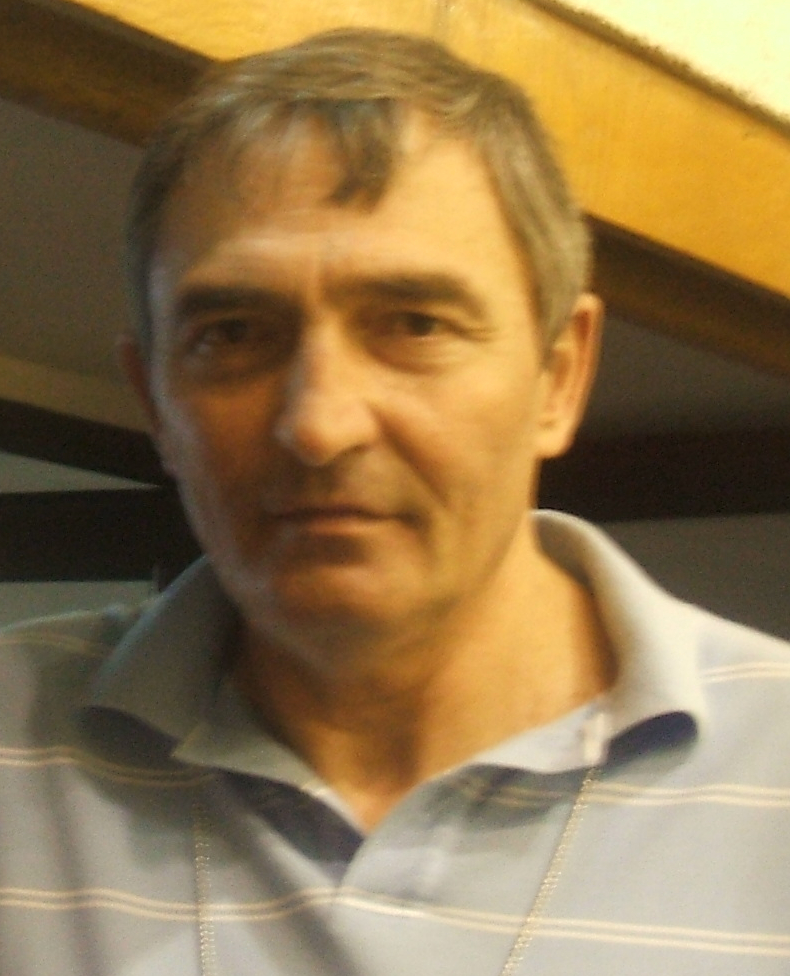
Ștefan Birtalan en 2009.

Il est un des meilleurs joueurs de son époque et aurait été élu meilleur handballeur mondial de l'année en 1974, 1976, 1977,.
Il est notamment l’un des grands instigateurs des succès de l'équipe nationale de Roumanie avec laquelle il obtient deux titres de champion du monde en 1970 et en 1974 ainsi que trois médailles olympiques en 1972, 1976 et 1980.
En club, il appartient la majeure partie de sa carrière au Steaua Bucarest avec lequel il a remporté quatorze titres de champion de Roumanie et la Coupe d'Europe des clubs champions en 1977.

## Palmarès

### En équipe nationale
Jeux olympiques
- Médaille de bronze aux Jeux olympiques d'été de 1972 à Munich,  Allemagne
- Médaille d'argent aux Jeux olympiques d'été de 1976 à Montréal,  Canada
- Médaille de bronze aux Jeux olympiques d'été de 1980 à Moscou,  Union soviétique

Championnats du monde
- Médaille d'or au Championnat du monde 1970,  France
- Médaille d'or au Championnat du monde 1974,  Allemagne de l'Ouest
- 7e place au Championnat du monde 1978,  Danemark

### En club
Compétitions internationales
- Coupe d'Europe des clubs champions
  - Vainqueur (1) en 1977
  - Finaliste (1) en 1971

Compétitions nationales
- Vainqueur du Championnat de Roumanie (14) : 1971, 1972, 1973, 1974, 1975, 1976, 1977, 1979, 1980, 1981, 1982, 1983, 1984, 1985
- Vainqueur de la Coupe de Roumanie (2) : 1981, 1985

### Distinctions individuelles
- Élu meilleur handballeur mondial de l'année en 1974, 1976, 1977[réf. à confirmer][3],[4]
- meilleur buteur du Championnat du monde 1974 avec 43 buts
- meilleur buteur des Jeux olympiques 1976 avec 32 buts
- 3e meilleur buteur du Championnat du monde 1978 avec 43 buts